# Parque Nova Esperança (Santa Luzia)
Parque Nova Esperança é um bairro da cidade de Santa Luzia, em Minas Gerais.
Mais conhecido como Pantanal. Parte do bairro é de invasão ao longo sa Avenida Wenceslau Braz. O Bairro conta com logradouros temáticos, as ruas do bairro possuem nomes de inconfidentes como, rua Tomás Antônio Gonzaga, rua Tiradentes, rua Alvarenga Peixoto e outros.